# Fouhren
Fouhren é uma comuna do Luxemburgo, pertence ao distrito de Diekirch e ao cantão de Vianden.

## Demografia
Dados do censo de 15 de fevereiro de 2001:
- população total: 697
  - homens: 358
  - mulheres: 339
- densidade: 40,34 hab./km²
- distribuição por nacionalidade:

| Nacionalidade  | População | %      |
| -------------- | --------- | ------ |
| luxemburgueses | 575       | 82,50% |
| estrangeiros   | 122       | 17,50% |
| - portugueses  | 47        | 6,74%  |
| - franceses    | 8         | 1,15%  |
| - italianos    | 12        | 1,72%  |
| - belgas       | 3         | 0,43%  |
| - alemães      | 11        | 1,58%  |
| - iuguslavos   | 16        | 2,30%  |
| - outros       | 25        | 3,59%  |

- Crescimento populacional:

| Ano        | População |
| ---------- | --------- |
| 15/02/2001 | 697       |
| 01/01/2002 | 713       |
| 01/01/2003 | 767       |
| 01/01/2004 | 788       |
| 01/01/2005 | 818       |